# Bühnenreifeprüfung
Als Bühnenreife wird in Deutschland der erfolgreiche Abschluss einer Berufsausbildung zum Schauspieler bezeichnet.
Bis 1994 wurde die sogenannte Bühnenreifeprüfung von der Paritätischen Prüfungskommission der Genossenschaft Deutscher Bühnen-Angehöriger (GDBA) und des Deutschen Bühnenvereins abgenommen, die aus erfahrenen Schauspielern, Dramaturgen, Regisseuren und Intendanten bestand. In der Bundesrepublik Deutschland war der Schauspielberuf nie geschützt, zumal die künstlerische Freiheit oder die Freiheit der Berufswahl demgegenüber immer höher bewertet worden waren. Daher hatte dort auch die „Bühnenreife“ nie den Stellenwert oder gar die Verbindlichkeit anderer Studien- oder Berufsabschlüsse, eher den Charakter einer Initiation innerhalb einer Berufsgruppe. Nach wie vor gibt es Schauspielinstitute, die den Begriff verwenden, um eine Bezeichnung für das Ausbildungsziel anzubieten.